# Jolietina
Jolietina is een mosdiertjesgeslacht uit de familie van de Cribrilinidae en de orde Cheilostomatida. De wetenschappelijke naam ervan is in 1886 voor het eerst geldig gepubliceerd door Jullien.

## Soorten
- Jolietina latimarginata (Busk, 1884)
- Jolietina pulchra Canu & Bassler, 1928